# Licio Gelli
Licio Gelli (Pistoia, 21 aprile 1919 – Arezzo, 15 dicembre 2015) è stato un criminale e faccendiere italiano, noto per essere stato il «Maestro venerabile» della loggia massonica eversiva P2. È stato mandante e finanziatore della strage di Bologna.
È stato condannato per la bancarotta fraudolenta del Banco Ambrosiano e per depistaggio delle indagini della strage di Bologna.

## Biografia

### Le origini e l'adesione al fascismo
Gelli nacque a Pistoia il 21 aprile 1919 da Ettore, mugnaio montalese, e Maria Gori; ultimo di quattro fratelli, risiedeva con la famiglia in via Gorizia nº 7. Ancora studente diciassettenne del liceo classico di Pistoia, fu espulso da tutte le scuole d'Italia (aveva preso a schiaffi un professore), e ciò gli precluse l'accesso all'università. Dopo aver raggiunto la maggiore età, Gelli partì volontario nel 735º battaglione Camicie Nere per partecipare alla Guerra civile spagnola in aiuto delle truppe nazionaliste del generale Francisco Franco. Proprio nei combattimenti di Malaga morì il fratello maggiore Raffaello. Recluta più giovane del suo contingente, fu decorato da Franco in persona.
Nel 1939 tornò a Pistoia e narrò a puntate la sua esperienza di guerra sul Ferruccio, il settimanale della locale federazione fascista. Puntate che poi raccolse in un volume (dodici lire il prezzo di copertina, cinquecento copie in tutto) dal titolo Fuoco! Cronache legionarie della insurrezione antibolscevica di Spagna. Diventò quindi impiegato del Gruppo Universitario Fascista (GUF).

### La seconda guerra mondiale e il furto del tesoro del Regno di Jugoslavia

Tessera di Gelli appartenente ad una delle organizzazioni del PNF (1941).

Nel luglio 1942, in qualità di ispettore del Partito Nazionale Fascista, gli fu affidato l'incarico di trasportare in Italia il tesoro di re Pietro II di Jugoslavia, requisito dal Servizio informazioni militare: in tutto, 60 tonnellate di lingotti d'oro, 2 di monete antiche, 6 milioni di dollari, 2 milioni di sterline. Nel 1947, quando il tesoro venne restituito alla Iugoslavia, mancavano 20 tonnellate di lingotti: è stata fatta l'ipotesi, sempre smentita da Gelli, che lui li avesse trasferiti al tempo in Argentina e che parte di queste 20 tonnellate sarebbero tra i preziosi ritrovati nelle fioriere di villa Wanda.
Dopo l'8 settembre 1943 aderì alla Repubblica Sociale Italiana e conseguentemente divenne un ufficiale di collegamento fra il governo fascista e il Terzo Reich. Divenne di fatto un punto di riferimento obbligato per chiunque (uffici, enti, associazioni, reparti operativi) avesse bisogno di qualche cosa: dalla benzina alle munizioni, dalle scarpe alle coperte. Quando, tuttavia, la vittoria della guerra cominciò a rivelarsi impossibile per i nazi-fascisti, Gelli diede il via alla seconda fase della sua vita e cominciò a collaborare con i partigiani e fare il doppio-gioco, grazie ai contatti e alle conoscenze abilmente acquisite mentre militava tra i fascisti. Trafugò e distribuì di nascosto ai partigiani i lasciapassare rossi della Kommandatura, e fornì ai suoi superiori informazioni fuorvianti per i rastrellamenti che erano in corso sugli Appennini.
Insieme al partigiano pistoiese Silvano Fedi, che in seguito venne ucciso in circostanze poco chiare, partecipò alla liberazione di prigionieri politici dal carcere delle Ville Sbertoli, organizzata da Fedi e dalla sua brigata (della quale facevano parte Enzo Capecchi e Artese Benesperi, che furono gli artefici dell'azione). Riguardo alla morte di Fedi, si sospettò che Gelli fosse stato in qualche modo responsabile del suo omicidio, avvenuto il 29 luglio del 1944. Il 16 dicembre 1944 sposò Wanda Vannacci (nata a Pistoia il 31 gennaio 1926 e morta il 14 giugno 1993) dalla quale ebbe quattro figli: Raffaello (nato a Pistoia il 28 giugno 1947), Maria Rosa (nata a Pistoia il 22 dicembre 1952), Maria Grazia (nata a Pistoia il 9 settembre 1956 e deceduta a Firenze il 21 giugno 1988) e Maurizio (nato a Pistoia il 25 ottobre 1959).

### Il secondo dopoguerra e l'adesione alla massoneria
(Licio Gelli.)

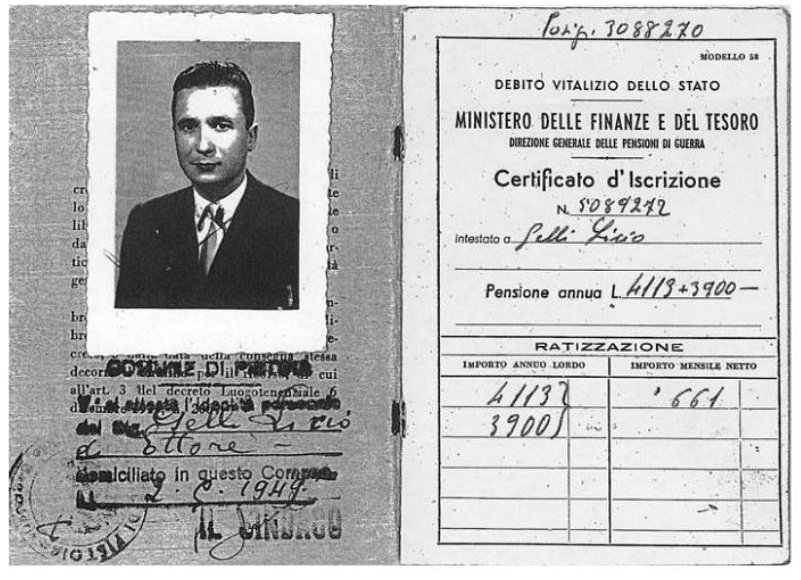
Il libretto di pensione di Gelli, rilasciato nel 1949.

Nell'immediato dopoguerra collaborò con le agenzie dell’intelligence britannica e americana.
Gelli, dopo aver gestito senza fortuna una libreria, diventò nel 1956 direttore commerciale della Permaflex di Frosinone, in area di Cassa del Mezzogiorno. Durante la sua direzione lo stabilimento diviene un via vai di politici, ministri, vescovi e generali. Dal 1948 al 1958, Gelli fu autista-segretario del deputato democristiano Romolo Diecidue, eletto nel collegio di Firenze-Pistoia.
Iniziato in massoneria nel 1963, in breve tempo ne scalò i gradi principali, fino a diventare maestro venerabile della loggia Propaganda 2 (detta P2); tra il 1970 e il 1981 riuscì a iniziare alla P2 un consistente numero di soggetti titolari di cariche politiche ed amministrative, i nomi di alcuni dei quali sarebbero stati noti soltanto a («all'orecchio di») Gelli. Benché per molti si trattasse soltanto di un'ulteriore e ben frequentata sede di affarismo politico, nel corso degli anni settanta la P2 si sarebbe qualificata per aver concentrato i protagonisti di un disegno eversivo, di cui fu traccia il Piano di rinascita democratica redatto da Francesco Cosentino su istruzioni dello stesso Gelli.
Questi nel 1970 avrebbe dovuto arrestare il Presidente della Repubblica Giuseppe Saragat, nell'ambito del fallito Golpe Borghese: Gelli ha sempre smentito questa ipotesi. Si è ipotizzato che Gelli avesse avuto un ruolo preminente nell'organizzazione Gladio, una struttura segreta di tipo Stay-behind, promossa dalla NATO e finanziata in parte dalla CIA allo scopo di contrastare l'influenza comunista in Italia, così come negli altri Stati europei. L'affaire Gladio è stato affrontato (anche giudizialmente) senza collegamenti diretti alla questione P2.
Gelli dichiarò ripetutamente in pubblico di essere stato uno stretto amico del leader argentino Juan Domingo Perón – e spesso ha affermato che tale amicizia è stata veramente importante per l'Italia, senza però aver mai spiegato perché – e proprio molti esponenti della camarilla di potere dell'ultimo peronismo, così come del golpismo uruguayano degli anni settanta, risultarono iscritti alla sua loggia massonica.

Stemma concesso a Licio Gelli con il titolo di conte da Umberto II di Savoia nel 1980, tratto dall'Annuario della Nobiltà italiana, XXXIII edizione (2015-2020).

Gelli fu creato conte sul cognome dall'ex re Umberto II d'Italia, con Regie Lettere Patenti di concessione del 10 luglio 1980. Gli venne concesso altresì il seguente stemma: «Trinciato, alla catena d'oro sulla partizione; di rosso all'elmo piumato d'oro; d'azzurro alla croce latina d'oro, accompagnato da tre stelle d'argento a quattro raggi, male ordinate» con il motto «Virtute progredior».
Nel 1981 fu uno dei pochissimi italiani invitati al giuramento del presidente Ronald Reagan.

### Lo scandalo della P2
(Licio Gelli)
 Nel maggio del 1981, i giudici istruttori Gherardo Colombo e Giuliano Turone, nell'ambito di un'inchiesta sul finto rapimento del finanziere Michele Sindona, fecero perquisire la villa di Gelli ad Arezzo e la fabbrica di sua proprietà (la «Giole», a Castiglion Fibocchi), che portò alla scoperta di una lunga lista di alti ufficiali delle forze armate e di funzionari pubblici aderenti alla P2. La lista, la cui esistenza era presto divenuta celebre grazie agli organi d'informazione, includeva anche l'intero gruppo dirigente dei servizi segreti italiani, parlamentari, industriali, giornalisti e personaggi facoltosi come Silvio Berlusconi, Vittorio Emanuele di Savoia, Fabrizio Cicchitto e Maurizio Costanzo. Vi sono molti elementi, a partire dalla numerazione, che lasciano tuttavia ritenere che la lista rinvenuta fosse incompleta.
In fuga, Licio Gelli scappò in Svizzera, dove fu arrestato, il 13 settembre 1982, mentre cercava di ritirare decine di migliaia di dollari a Ginevra, ma, il 10 agosto 1983, riuscì ad evadere dalla prigione. Fuggì quindi in Sudamerica, prima di costituirsi in Svizzera nel 1987. Lo scandalo nazionale conseguente alla scoperta delle liste destò grande scalpore, poiché molte delle più delicate cariche della Repubblica italiana erano occupate da affiliati all'organizzazione di Gelli. In conseguenza di ciò la Corte centrale del Grande Oriente d'Italia, con una sentenza del 31 ottobre 1981, decretò l'espulsione di Gelli dall'Ordine massonico; poco dopo il Parlamento italiano creò una commissione parlamentare d'inchiesta, presieduta dalla deputata Tina Anselmi (DC), che chiuse i lavori nel 1984. ed approvò in tempi rapidi una legge per mettere al bando le associazioni segrete in Italia (legge 25 gennaio 1982, n. 17).

Licio Gelli ai tempi della scoperta della P2.

Nelle conclusioni della relazione di maggioranza di questa commissione sulla P2 e su Gelli si legge:
La prima è in ordine all'ampiezza ed alla gravità del fenomeno che coinvolge, ad ogni livello di responsabilità, gli aspetti più qualificati della vita nazionale. Abbiamo infatti riscontrato che la Loggia P2 entra come elemento di peso decisivo in vicende finanziarie, quella Sindona e quella Calvi, che hanno interessato il mondo economico italiano in modo determinante.
[...]
La seconda conclusione alla quale siamo pervenuti è che in questa vasta e complessa operazione può essere riconosciuto un disegno generale di innegabile valore politico; un disegno cioè che non solo ha in se stesso intrinsecamente valore politico – ed altrimenti non potrebbe essere, per il livello al quale si pone – ma risponde, nella sua genesi come nelle sue finalità ultime, a criteri obiettivamente politici.
Le due conclusioni alle quali siamo pervenuti ci pongono pertanto di fronte ad un ultimo concludente interrogativo: è ragionevole chiedersi se non esista sproporzione tra l'operazione complessiva ed il personaggio che di essa appare interprete principale. È questa una sorta di quadratura del cerchio tra l'uomo in sé considerato ed il frutto della sua attività, che ci mostra come la vera sproporzione stia non nel comparare il fenomeno della Loggia P2 a Licio Gelli, storicamente considerato, ma nel riportarlo ad un solo individuo, nell'interpretare il disegno che ad esso è sotteso, e la sua completa e dettagliata attuazione, ad una sola mente.
Abbiamo visto come Licio Gelli si sia valso di una tecnica di approccio strumentale rispetto a tutto ciò che ha avvicinato nel corso della sua carriera. Strumentale è il suo rapporto con la massoneria, strumentale è il suo rapporto con gli ambienti militari, strumentale il suo rapporto con gli ambienti eversivi, strumentale insomma è il contatto che egli stabilisce con uomini ed istituzioni con i quali entra in contatto, perché strumentale al massimo è la filosofia di fondo che si cela al fondo della concezione politica del controllo, che tutto usa ed a nessuno risponde se non a se stesso, contrapposto al governo che esercita il potere, ma è al contempo al servizio di chi vi è sottoposto.
Ma allora, se tutto ciò deve avere un rinvenibile significato, quest'altro non può essere che quello di riconoscere che chi tutto strumentalizza, in realtà è egli stesso strumento.
Questa infatti è nella logica della sua concezione teorica e della sua pratica costruzione la Loggia Propaganda 2: uno strumento neutro di intervento per operazioni di controllo e di condizionamento.»

### Il coinvolgimento nella strage di Bologna
Con Stefano Delle Chiaie ed altri imputati è stato coinvolto nel processo per la strage di Bologna, avvenuta il 2 agosto 1980, nella quale furono uccise 85 persone e 200 rimasero ferite. Imputato di associazione sovversiva e calunnia con finalità di depistaggio, fu condannato con sentenza definitiva dalla Cassazione il 23 novembre 1995 per calunnia aggravata a 10 anni di carcere, insieme al faccendiere Francesco Pazienza (anch'egli condannato a 10 anni), al generale Pietro Musumeci e al colonnello Giuseppe Belmonte (rispettivamente condannati a 8 anni e 5 mesi, e a 7 anni e 11 mesi), mentre fu assolto dall'accusa di associazione sovversiva già nel processo di primo grado.
L'11 febbraio 2020 la procura generale di Bologna lo ha indicato come uno dei 4 organizzatori e finanziatori della strage di Bologna insieme a Mario Tedeschi, Umberto Ortolani, e Federico Umberto D'Amato. La sentenza della Corte d'Assise nel 2023, la sentenza d'appello nel 2024 e poi la Cassazione nel 2025 hanno confermato le tesi della procura, sulla base in particolare di un appunto manoscritto da Gelli, recante su un lato la scritta Bologna - 525779 - X.S. e sull'altro lato una lista di pagamenti con date vicine a quella della strage.

### Lo scandalo del Banco Ambrosiano

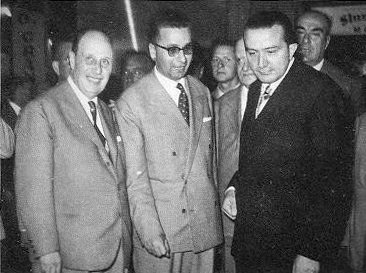
Licio Gelli (al centro) con Giulio Andreotti (a destra) all'inaugurazione dello stabilimento Permaflex di Frosinone.

Uno degli affiliati della P2 era il finanziere Michele Sindona, il quale nel 1972 aveva acquistato il controllo della Franklin National Bank di Long Island. Nel 1977, in seguito alla bancarotta delle sue banche, Sindona si rivolse a Gelli per elaborare piani di salvataggio della Banca Privata Italiana, la principale del gruppo Sindona; Gelli stesso interessò Giulio Andreotti, il quale gli riferì che «la cosa andava positivamente» e incaricò informalmente il senatore Gaetano Stammati (anch'egli affiliato alla loggia P2) e Franco Evangelisti di studiare il progetto di salvataggio della Banca Privata Italiana, il quale venne però rifiutato da Mario Sarcinelli, vice direttore generale della Banca d'Italia.
Nel 1979 Sindona attuò un tentativo estremo di salvataggio e si nascose in Sicilia, aiutato da esponenti massoni e mafiosi, simulando un rapimento: durante questo periodo mandò almeno due volte ad Arezzo il suo medico di fiducia Joseph Miceli Crimi (anch'egli affiliato alla P2) per convincere Gelli a continuare a fare pressioni ai suoi precedenti alleati politici, tra cui Giulio Andreotti, per portare a buon fine il salvataggio delle sue banche e recuperare il denaro sporco investito per conto dei boss mafiosi: in cambio Sindona avrebbe offerto a Gelli la cosiddetta «lista dei cinquecento», l'elenco di notabili che avevano esportato capitali illegalmente. Tuttavia tutti i tentativi di salvataggio fallirono. Nel 1986 morì due giorni dopo una sentenza di condanna a vita, in circostanze non del tutto chiare, anche se l'ipotesi del suicidio è quella più plausibile.
Qualche anno dopo, molti sospetti si sono concentrati su Gelli in relazione al fallimento finanziario del Banco Ambrosiano e al suo eventuale coinvolgimento nell'omicidio del banchiere milanese Roberto Calvi (affiliato pure alla P2), che era stato in carcere proprio per il crack dell'Ambrosiano e, dopo essere tornato in libertà, venne ritrovato impiccato sotto il Blackfriars Bridge a Londra: infatti, secondo quanto riferisce il collaboratore di giustizia Francesco Marino Mannoia, Gelli e Calvi avevano investito denaro sporco nello IOR e nel Banco Ambrosiano per conto del boss mafioso Giuseppe Calò, che curava gli interessi finanziari del clan dei Corleonesi.
In ogni caso, Licio Gelli fu condannato nel 1994 a 12 anni di carcere, dopo essere stato riconosciuto colpevole della frode riguardante la bancarotta del Banco Ambrosiano nel 1982 (vi era stato trovato un buco di 1,3 miliardi di dollari) che era collegato alla banca del Vaticano, lo IOR. Affrontò inoltre una sentenza di tre anni relativa alla P2. Scomparve mentre era in libertà sulla parola, per essere infine arrestato sulla riviera francese a Villefranche sur Mer. La polizia rinvenne nella sua villa oltre 2 milioni di dollari in lingotti d'oro.
È indiscutibile che la P2 abbia avuto un certo potere in Italia, dato il «peso» pubblico dei suoi affiliati, e molti osservatori ritengono che ancora oggi esso sia forte. Numerosi personaggi ancora oggi famosi in Italia erano iscritti alla P2: tra questi, Silvio Berlusconi, Maurizio Costanzo, Vittorio Emanuele di Savoia, l'editore Angelo Rizzoli, il segretario del PSDI Pietro Longo ed altri esponenti della politica, della magistratura e della finanza.
Il 19 luglio 2005, Gelli è stato formalmente indiziato dai magistrati romani per la morte di Calvi. Gelli, nel suo discorso di fronte ai giudici, incolpò personaggi connessi con i finanziamenti di Roberto Calvi al movimento polacco Solidarność, presumibilmente per conto del Vaticano. Nel 2014 il GIP Simonetta D'Alessandro dispone l'archiviazione del procedimento per mancanza di prove, ma stabilisce che l'ipotesi storica dell’assassinio è difficilmente sormontabile.

### I rapporti con la dittatura argentina
Licio Gelli era diventato consulente di Isabelita Perón ed era il principale consigliere economico-finanziario dell’ambasciata argentina di Roma.
Aveva coltivato buoni rapporti con il generale e Presidente argentino Roberto Eduardo Viola e l'ammiraglio Emilio Massera, durante il periodo della dittatura. Durante questo periodo che va dal 1976 al 1983 ci furono 2.300 omicidi politici e tra le 10.000 e le 30.000 persone vennero uccise o «scomparvero» (desaparecidos) e molte altre migliaia vennero imprigionate e torturate. Gelli riceverà pure un passaporto diplomatico dell'Argentina.
Massera pochi giorni dopo il golpe, il 28 marzo 1976, scrisse a Gelli per esprimere «la sua sincera allegria per come tutto si fosse sviluppato secondo i piani prestabiliti» e augurargli «un governo forte e fermo sulle sue posizioni e nei suoi propositi che sappia soffocare l'insurrezione dei dilaganti movimenti di ispirazione marxista». I rapporti con i militari continueranno dopo il ritorno della democrazia in Argentina, nel 1983.
Nel 1987 la tomba di Juan Perón fu profanata e furono asportate le mani dal corpo. Una ricerca giornalistica ha sostenuto che la P2 di Licio Gelli è stata coinvolta nella dissacrazione del corpo di Perón. Alcuni esponenti politici argentini sostennero che gli autori del gesto intendessero in tal modo prendere le impronte digitali di Perón, al fine di recuperare i valori depositati presso alcuni istituti bancari di Ginevra che il leader argentino avrebbe ottenuto dai militari nazisti in cambio di passaporti e visti. Lo stesso Gelli fu accusato di aver rubato venti tonnellate d'oro nel 1942, durante l'occupazione fascista della Jugoslavia, e che Gelli avrebbe più tardi trasferito in Argentina.

### Gli ultimi anni e la morte
A seguito dell'assoluzione nel processo di Roma, nel 1994, Gelli provò ad accreditarsi come poeta, arrivando, nel 1996, a raccogliere 59 lettere di supporto per una sua candidatura al premio Nobel per la letteratura raccolte nel suo archivio e fra le quali spiccano quelle di Nagib Mahfuz e Madre Teresa di Calcutta.
Dal 2001 fino alla morte, Licio Gelli è stato in detenzione domiciliare nella sua Villa Wanda di Arezzo, ubicata sulla collina di Santa Maria delle Grazie a ridosso del centro storico, dove sconta la pena di 12 anni per la bancarotta fraudolenta dell'Ambrosiano. Di sé stesso nel 2003 disse:
In Arezzo il 2 agosto 2006 sposa in seconde nozze Gabriela Vasile, nata a Lupsa, in Romania, il 17 settembre 1958. Sempre nel 2006 la sua residenza Villa Wanda viene sequestrata e messa all'asta dallo Stato per il pagamento delle spese processuali del fallimento del Banco Ambrosiano (ammontanti a circa 1,5 milioni di euro); dopo vari tentativi d'asta andati deserti, l'immobile viene riacquistato dallo stesso Gelli ad un prezzo molto inferiore rispetto a quello di partenza.
Nel 2008 ha partecipato al programma Venerabile Italia su Odeon TV intervistato dalla giornalista esperta di massoneria Lucia Leonessi.
L'8 maggio 2010 Licio Gelli diede mandato al direttore del periodico Il Piave, Alessandro Biz, di contattare Anselmi per organizzare un incontro al fine di «discutere in modo civile della loggia massonica P2» dopo quasi trent'anni, ma l'incontro non si rese possibile per le condizioni di salute della ex-parlamentare dello Scudo Crociato.
Nel febbraio 2011 ai giornalisti Raffaella Fanelli e Mauro Consilvio a Villa Wanda rivela di essere stato vicino a mettere in atto un golpe pacifico per eliminare il pericolo comunista a un anno dalla strage di Bologna aggiungendo: "Io avevo la P2, Francesco Cossiga aveva Gladio e Giulio Andreotti l'Anello [...] si chiamava così perché gli iscritti portavano un anello". Un anello a simboleggiare la sua funzione di collegamento fra i servizi segreti usati in funzione anticomunista e la società civile. Quella di un superservizio segreto alle dipendenze informali della presidenza del Consiglio, che avrebbe agito dal dopoguerra alla metà degli anni Ottanta. Andreotti, interpellato, non replicherà alle rivelazioni di Gelli. Quella fu l'unica conferma dell'esistenza di un'organizzazione segreta parallela a Gladio e P2 e formata da ex ufficiali badogliani, ex repubblichini, imprenditori, faccendieri, giornalisti in grado di reclutare uomini della malavita e della criminalità organizzata. Gelli sminuisce poi la strage di Bologna: 
Ciò naturalmente constrasta con gli evidenti e numerosi depistaggi in relazione alle indagini sulla strage verificatisi negli anni successivi. Gelli nega inoltre che ci possa essere stato un progetto di sequestro ai suoi danni nell'inverno del 1978 come invece rivelato da Paolo Aleandri dieci anni più tardi durante il processo a 149 terroristi neri: 
Il 10 ottobre 2013 viene sequestrata Villa Wanda poiché Gelli è indagato dalla procura di Arezzo insieme ad alcuni familiari per reati fiscali per 17 milioni di euro.
Licio Gelli muore nella sua residenza, all'età di novantasei anni, il 15 dicembre 2015. Secondo quanto dichiarato dalla moglie poco dopo la sua scomparsa, le condizioni di salute sarebbero state precarie già da tempo.
Il decesso è avvenuto dopo un netto peggioramento delle sue condizioni di salute registrate il 13 dicembre, data in cui la famiglia ha scelto di trasferirlo dall'ospedale San Donato di Arezzo a Villa Wanda, per fargli trascorrere gli ultimi momenti di vita circondato dai suoi cari e familiari.
La camera ardente fu allestita a Villa Wanda. Gelli ricevette un funerale cattolico nella vicina Chiesa di Santa Maria delle Grazie in Arezzo, alla presenza dei parenti e curiosi e di relativamente pochi VIP.
Dopo la morte fu pubblicato un testamento col quale nominava come suo unico erede spirituale il generale romeno Bartolomeu Constantin Săvoiu, Gran maestro della Loggia nazionale romena.

## Le vicende giudiziarie

### Le condanne
Licio Gelli è stato condannato con sentenza definitiva per i seguenti reati: 
- Procacciamento di notizie contenenti segreti di Stato[2].
- Calunnia nei confronti dei magistrati milanesi Gherardo Colombo, Giuliano Turone e Guido Viola (reato prescritto in Cassazione)[67].
- Calunnia aggravata dalla finalità di terrorismo per aver tentato di depistare le indagini sulla Strage di Bologna, vicenda per cui è stato condannato a 10 anni.
- Bancarotta fraudolenta (in relazione allo scandalo del Banco Ambrosiano).

Nel 1992 fu condannato per diffamazione nei confronti di Indro Montanelli: in un'intervista al periodico Gazzettino dell'Hinterland dichiarò di aver finanziato il quotidiano il Giornale con un finanziamento di 300 milioni, completamente gratuito, ma il direttore dimostrò, documenti bancari alla mano, che il finanziamento non fu gratuito (pagò il 22% di interessi) e avvenne senza la mediazione di Gelli, che fu condannato dal Tribunale di Monza a pagare 2 milioni di multa, 30 di risarcimento danni e 15 di riparazione pecuniaria. Per i giudici Gelli aveva «offeso dolosamente nella dignità professionale e nella reputazione» il giornalista.
Nel 1993 venne indagato per offesa all'onore dell'allora Presidente della Repubblica Oscar Luigi Scalfaro per un articolo pubblicato sul mensile trevigiano Il Piave, e nel 1994 è stato condannato a 8 mesi: nell'articolo erano state fatte considerazioni sul passato di Scalfaro ed erano stati criticati alcuni suoi atteggiamenti di cattolico.

### Le assoluzioni
- La Procura di Roma iniziò un procedimento contro Licio Gelli e una ventina di altre persone, accusate di cospirazione politica, associazione per delinquere ed altri reati. Dopo un'inchiesta durata quasi dieci anni, nell'ottobre 1991, il giudice istruttore presso il Tribunale penale di Roma chiese il rinvio a giudizio. Il processo durò un anno e mezzo e con sentenza in data 16 aprile 1994, depositata il successivo 26 luglio, la Corte pronunciò una sentenza d'assoluzione di tutti gli imputati dal reato di attentato alla Costituzione mediante cospirazione politica perché il fatto non sussiste. L'appello, proposto, fu rigettato, e il 27 marzo 1996 la Corte d'appello confermò la sentenza assolutoria[71][72].
- Nel dicembre 1991 Gelli fu indagato dalla Procura di Palmi per associazione a delinquere di stampo mafioso poiché da alcune testimonianze ed intercettazioni telefoniche risultava che avesse incontrato il boss pugliese Marino Pulito, il quale richiese un suo intervento per manipolare un processo penale pendente nei confronti dei fratelli Gianfranco e Riccardo Modeo, boss di Taranto[73][74]. Rinviato a giudizio insieme ad altri 132 imputati, Gelli sarà assolto da ogni accusa dal Tribunale di Palmi nel 1995[75].

## L'archivio personale
L'11 febbraio 2006 Licio Gelli ha donato all'Archivio di Stato di Pistoia il proprio «archivio non segreto», nell'ambito di una cerimonia ufficiale, svolta sotto il patrocinio del Comune, ma alla quale gli amministratori comunali pistoiesi hanno preferito non prendere parte.
È rimasta invece segreta la cosiddetta «rubrica dei 500» (426 fascicoli da Gelli intestati a uomini d'affari, politici, società, banche, ecclesiastici ecc.). Guardia di Finanza ed inquirenti non sono mai riusciti a reperirne il contenuto.

## Controversie
Gelli è stato uno dei personaggi più controversi del panorama politico-giudiziario italiano. Il dibattito intorno alla sua figura si è fatto ancor più arroventato in occasione di alcuni suoi articoli pubblicati sul mensile trevigiano Il Piave: uno sull'informazione in Italia, l'altro sulla democrazia italiana, un altro ancora sulla magistratura.
- Dopo la seconda guerra mondiale, si ipotizza che Gelli si sia arruolato nella CIA, su raccomandazione dei servizi segreti italiani (ma tale ipotesi non è stata verificata). Contemporaneamente veniva sospettato dal SIFAR di essere un collaboratore del PCI e di svolgere attività di spionaggio a favore degli Stati dell'Europa orientale (venendo descritto come un «personaggio capace di compiere qualunque azione»)[8]. In ogni caso, fu messo in stretta relazione da Edward Herman con Michael Ledeen, che è da molti ritenuto uno stretto collaboratore o un agente della CIA[81]. Fu un collaboratore delle agenzie di intelligence britanniche e statunitensi.
- Nel 1993 in pieno svolgimento dell'inchiesta mani pulite attaccò Antonio Di Pietro, pur essendo questi l'unico pubblico ministero al quale abbia mai fatto ammissioni di responsabilità sul Conto protezione.[82][83]

## Opere

### Autobiografie, memoirs
- Fuoco! Cronache legionarie della insurrezione antibolscevica di Spagna, Pistoia, Tip. Commerciale, 1940.
- La verità, Lugano, Demetra, 1989.
- La mia verità, Lainate, A.Car, 2016.

### Saggi
- Come arrivare al successo, Modena, APS, 1990, ISBN 88-85205-27-5.
- Dossier Spagna. Gli italiani nella guerra civile, 1936-1939, con Antonio Lenoci, Roma-Bari, Laterza, 1995, ISBN 88-86243-32-4.

### Aforismi
- Lo strizzacervelli, Crescentino, La Rosa, 1994.

### Racconti
- Racconti e storie, Crescentino, La Rosa, 1991

### Romanzi
- Il ritorno di Gesù, San Donà di Piave, Rebellato, 1992.
- Gli ultimi cavalieri, Cavagnolo, La rosa, 1995.

### Poesia
- Luce di stelle alpine, Milano, Sansoni, 1971 (ripubblicazione di un'edizione privata uscita originariamente nel 1959)
- Poesie del silenzio, Marino Laziale, Flash, 1990.
- L'albero delle poesie, Crescentino, La Rosa, 1991.
- A Wanda... Poesie, prefazione di Pier Carpi, Crescentino, La Rosa, 1992.
- Il mulino delle poesie, Crescentino, La Rosa, 1992.
- Il cassetto delle poesie, Crescentino, La Rosa, 1993.
- Incontri all'alba, Crescentino, La Rosa, 1993.
- Pensieri poetici, Roma-Bari, Laterza, 1993.
- Bagliori d'immagini, con Maria Nencioli, Crescentino, La Rosa, 1994.
- Canzone per Wanda, Crescentino, La Rosa, 1994.
- Conchiglie, Roma-Bari, Laterza, 1994, ISBN 88-86243-10-3.
- Raggi di luce, Roma-Bari, Laterza, 1994, ISBN 88-86243-18-9.
- Uomini dal cielo, Roma-Bari, Laterza, 1994, ISBN 88-86243-17-0.
- Farfalle, Roma-Bari, Laterza, 1995, ISBN 88-86243-41-3.
- Frammenti di stelle, Roma-Bari, Laterza, 1996, ISBN 88-86243-62-6.
- Gocce di rugiada, Roma-Bari, Laterza, 1995, ISBN 88-86243-37-5.
- Come bionde sirene, Cavagnolo, La Rosa, 1996.
- Miti nella poesia, Roma-Bari, Laterza, 1996, ISBN 88-86243-80-4.
- Nel nome del Padre, Bari, Laterza, 1996, ISBN 88-86243-70-7.
- Perle del cielo, Roma-Bari, Laterza, 1996.
- Riccioli d'oro nel vento, Roma-Bari, Laterza, 1996, ISBN 88-86243-72-3.
- Trucioli di sogno, Roma-Bari, Laterza, 1996, ISBN 88-86243-51-0.
- Raggi di sole, Caronno Pertusella, Solaris, 1996, ISBN 88-86436-11-4.
- Canto dagli abissi, Roma-Bari, Laterza, 1997.
- Il tempo felice di quando soffrivo, Roma-Bari, Laterza, 1997, ISBN 88-8231-014-0.
- Miti nella poesia (Vol. II), Roma-Bari, Laterza, 1997, ISBN 88-86243-91-X.
- Cantici, Roma-Bari, Laterza, 1998, ISBN 88-8231-028-0.
- Il tempo dell'amore, Roma-Bari, Laterza, 1998, ISBN 88-8231-029-9.
- Miti nella poesia (Vol. III), Roma-Bari, Laterza, 1998.
- La linea de Il Piave, Roma-Bari, Laterza, 1999, ISBN 88-8231-079-5.
- Al nome di donna. Una poesia, Roma-Bari, Laterza, 2000, ISBN 88-8231-114-7.
- Lacrime d'oro, Roma-Bari, Laterza, 2000, ISBN 88-8231-113-9.
- Luna a colori, Roma-Bari, Laterza, 2000, ISBN 88-8231-099-X.
- Rose e spine, Roma-Bari, Laterza, 2000, ISBN 88-8231-095-7.
- Petali di margherita, Roma-Bari, Laterza, 2001, ISBN 88-8231-148-1.
- Poesie 1959-1999, Roma-Bari, Laterza, 2001, ISBN 88-8231-135-X.
- Stelle filanti, Roma-Bari, Laterza, 2002, ISBN 88-8231-177-5.
- Lacrime sofferte, Roma-Bari, Laterza, 2003, ISBN 88-8231-237-2.
- Rimembranze di primavere perdute, Roma-Bari, Laterza, 2003, ISBN 88-8231-202-X.
- Ho finito l'inchiostro, Roma-Bari, Laterza, 2004, ISBN 88-8231-292-5.
- Licio Gelli e Paolo Borruto, Opera omnia, Reggio Calabria, A.G.A.R. Editrice (stampa), 2004, OCLC 963456232. URL consultato il 3 luglio 2022 (archiviato il 19 aprile 2019).
- Catalogo della "donazione Licio Gelli" all'Archivio di Stato di Pistoia, Roma-Bari, Laterza, 2005, ISBN 88-8231-360-3; 2006, ISBN 88-8231-366-2.
- Frutti della sofferenza, Roma, Pagine, 2005, ISBN 88-7557-101-5.
- Il mio domani, Roma-Bari, Laterza, 2006, ISBN 88-8231-372-7.
- Spremute... al tramonto, Roma-Bari, Laterza, 2007, ISBN 978-88-8231-406-4.
- Dizionario poetico. Antologia composta da 2535 poesie. 1950-2008, Lainate, A. Car, 2008.
- Ricordi di memorie spente, Lainate, A. Car, 2008, ISBN 978-88-89079-52-2.
- L'abito del dolore, Lainate, A. Car, 2009, ISBN 978-88-89079-97-3.
- Le ultime poesie del maestro Licio Gelli, Lainate, A. Car, 2010, ISBN 978-88-6490-026-1.
- Scenografia d'un sogno: cinque poesie, Comiso, EventualMente, 2011, ISBN 978-88-96840-12-2.

Complessivamente, fu autore di più di 2.500 poesie.

## Filmografia
- Licio Gelli è stato impersonato sotto lo pseudonimo di «Licio Belli» dall'attore Oreste Lionello nel film Attenti a quei P2, del 1982, film di satira politica e commedia all'Italiana.
- Secondo quanto affermato dal regista Francis Ford Coppola, la figura del massone Licio Lucchesi, figura cardine del film Il Padrino - parte III (1990) si identifica con la figura di Giulio Andreotti. Allo stesso tempo però la figura sembra richiamare, e non solo nel nome, Licio Gelli.
- Dossier Argentina, (documentario TV, 2001) di Ruben H. Oliva, Enrico Deaglio.
- Licio Gelli è stato impersonato dall'attore Camillo Milli nel film I banchieri di Dio - Il caso Calvi (2002) di Giuseppe Ferrara; il film narra le vicende dello scandalo del Banco Ambrosiano e gli ultimi mesi di vita di Roberto Calvi.
- Enzo Biagi: C'era una volta Licio Gelli (documentario, 2011) di Sarah Nicora.

## Titoli e onorificenze

### Titoli
- Maestro venerabile dirigente di una Loggia massonica (in questo caso la Loggia P2).
- Professore h.c. delle Relazioni Umane dell'Istituto Superiore Internazionale Americano – Delegazione di Buenos Aires.
- Accreditato presso l'Ambasciata argentina in Italia con le funzioni di Consigliere Economico e di Ministro Plenipotenziario per gli Affari Culturali Itinerante.
- Conte con Regie Lettere Patenti di Umberto II di Savoia (10 luglio 1980).[87]
- Dottore h.c. in Scienze Finanziarie – Università Pro Deo di New York.
- Professore Associato dell'Università di Oradea (Romania).
- Cittadino Onorario della Città di Kudjianda (Tagikistan) ha ricoperto cariche diplomatiche internazionali.
- Accademico Emerito dell'Accademia Città eterna (Roma).
- Accademia letteraria Gli Incamminati (Modigliana).
- Membro h.c. a vita dell'Unione Operatori Artisti Culturali (Marigliano).
- Accademico dell'Accademia Il Richiamo (Foggia).
- Accademia Oraziana di Lettere, Scienze ed Arti (Roma).
- Presidente onorario dell'Accademia Il Tetradramma (Roma).
- Accademico dell'Accademia Internazionale Pontzen (Roma).
- Accademico Onorario dell'Accademia Artisti Europei (Salerno).